# Heleneholmsverket

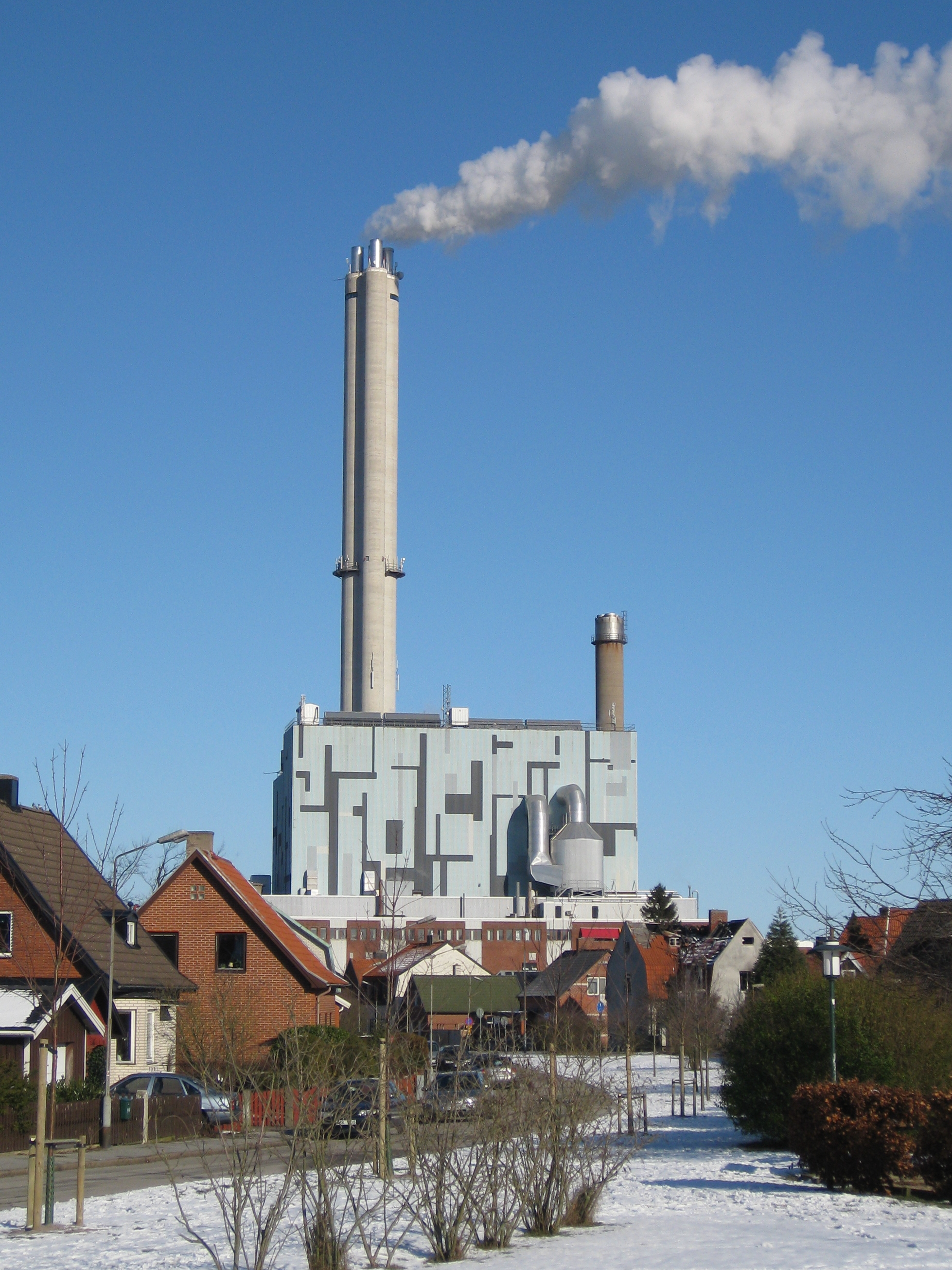
Heleneholmsverket 2009.

Heleneholmsverket i Heleneholm i Malmö är ett kraftvärmeverk som kan producera 300 MW fjärrvärme och 95 MW el från naturgas, biogas eller olja. Det ägs och drivs av Eon SE. Verket togs i drift år 1960 som Heleneholms Fjärrvärmecentral och som kraftvärmeverk år 1966.

## Arkitektur
Heleneholmsverket ritades av arkitekten Hans Westman. Mönstret på fasaden föreställer colombianska ursprungsbefolkningen stiliserade eld, uppbyggd av fyrkantiga fält i olika nyanser av blått till svart. En första färggrannare skiss i röda nyanser finns på Skissernas museum i Lund. Inuti huvudskorstenen finns två graffitiverk från 1991 av Pike och Dwayne. Heleneholmsverkets högsta skorsten är 130 meter.

## Teknik
Heleneholmsverket har fyra ångpannor som eldas med biogas sedan 2019. Tre av ångpannorna är på 150 MW och en på 70 MW. Dessa driver två kondensorer som kan leverera 120+230 MW värme och två ångturbiner som kan leverera 40+90 MW el. En rökgaskondensering installerades år 2000 som reducerade kvävedioxidutsläppen med 55 procent och höjde verkningsgraden 10 procent. Reduceras eluttaget till 55 MWe kan maximalt 370 MW värme produceras.
För lagring av 600 MWh värme finns fyra ackumulatortankar med vatten på 2 500 m³ vardera.
I fjärrvärmecentralen finns sex gas-/oljepannor på vardera 20 MW, som främst är i drift vår och höst.
Fem dieselaggregat agerar reservkraftverk och kan leverera 8,5 MW eleffekt.

## Framtid
Heleneholmsverket avsågs tidigare att tas ur drift och ersättas av Öresundsverket och eventuellt användas till reservkraft. Öresundsverket uppgraderades och återinsattes 2009 efter flera år i malpåse, men togs ur kommersiell drift 2017 och avvecklades definitivt under perioden 2020–2021. Elproduktionen i Heleneholmsverket upphörde i augusti 2019 och verket producerar sedan dess endast fjärrvärme. Produktionskapaciteten för el ingår dock i den så kallade nätkapacitetsreserven genom ett avtal mellan Eon och Svenska kraftnät.

## Elbristvarning i Skåne
Den 17 april 2019 varnade Eon SE för elbrist i Skåne om de föreslagna chockhöjningarna av kraftvärmeskatterna, åttadubbling av koldioxidskatten och tredubbling av energiskatten, för kraftvärmeanläggningar verkställs med kort varsel.